# Sportseeschifferschein

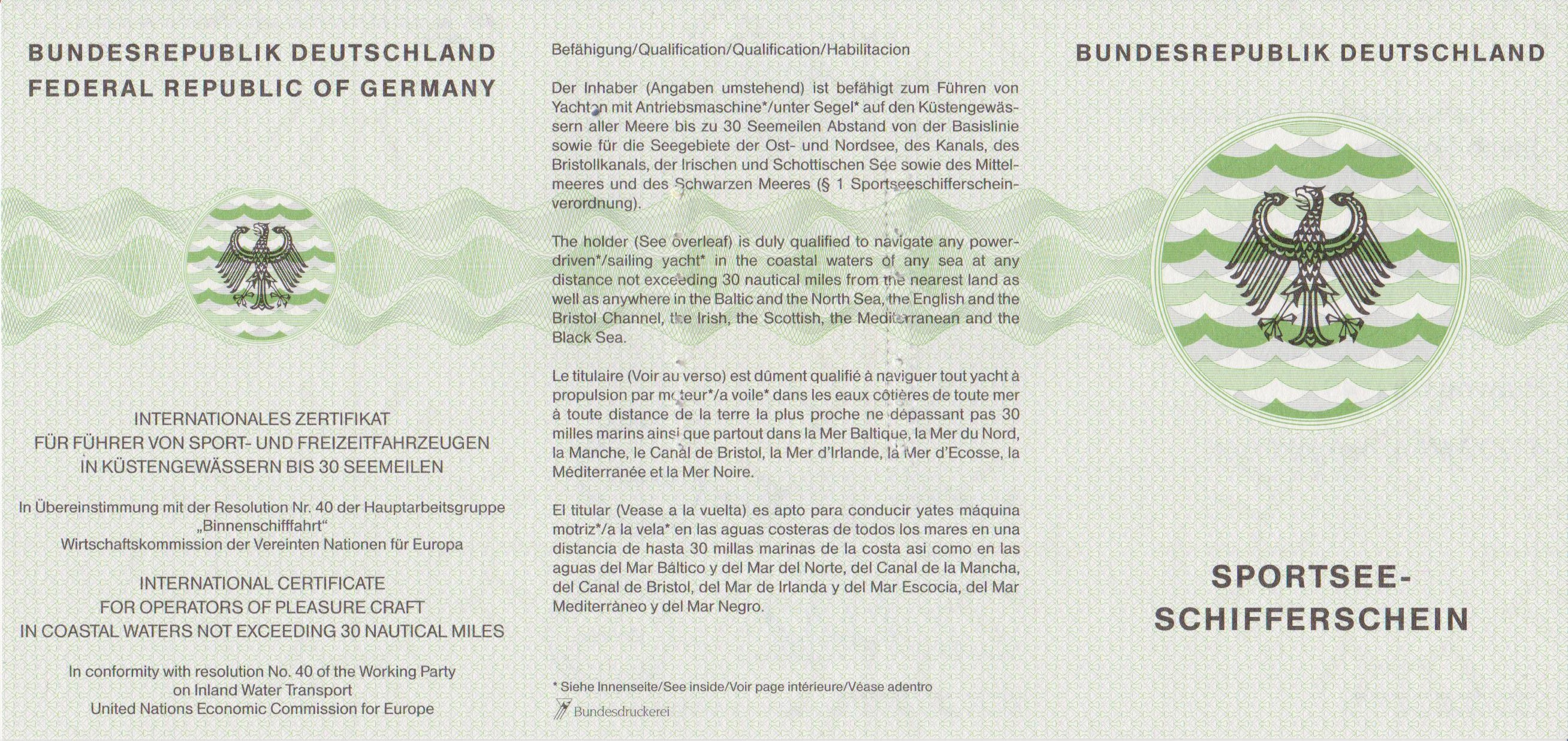
Der Sportseeschifferschein

Der Sportseeschifferschein (SSS) ist einer der deutschen amtlichen Sportschifferscheine. Er ist erforderlich zum Führen gewerblich genutzter Sportboote mit Motor und unter Segel sowie zum Führen von Traditionsschiffen ab einer bestimmten Größe in küstennahen Seegewässern (alle Meere bis 30 Seemeilen vom Land sowie die gesamte Ost- und Nordsee, Ärmelkanal, Bristolkanal, Irische und Schottische See (nicht: Scotiasee), Mittelmeer und Schwarzes Meer). Die genauen Besatzungsvorschriften ergeben sich, wie auch beim Sportküsten- (SKS) und Sporthochseeschifferschein, aus der Anlage 4 der See-Sportbootverordnung, und hängen unter anderem von Größe des Schiffes und Dauer der täglichen Fahrt ab. Die Fahrerlaubnis für Traditionsschiffe ist in der Sportseeschifferscheinverordnung, §1(3a)-(5) geregelt. Im Falle der nichtgewerblichen Nutzung eines Sportbootes ist der Schein freiwillig.

## Erwerb

### Voraussetzungen
Damit ein Bewerber für die Prüfung zugelassen werden kann, muss er gem. § 6 Abs. 2 SportSeeSchV folgende Voraussetzungen erfüllen:
- Inhaber des Sportbootführerschein See
- Zusätzlich eine der drei Alternativen:
  - Nachweis von 1.000 Seemeilen auf Yachten mit der jeweiligen Antriebsart im Seebereich nach Erwerb des Sportbootführerscheins See als Wachführer oder dessen Vertreter, davon vor der theoretischen Prüfung mindestens 500 Seemeilen; oder
  - Nachweis über mindestens 700 Seemeilen auf Yachten mit der jeweiligen Antriebsart im Seebereich nach Erwerb des Sportküstenschifferscheins, wobei die 700 Seemeilen erst bei der praktischen Prüfung nachgewiesen werden müssen; oder
  - Nachweis über mindestens 700 Seemeilen auf Yachten im Seebereich nach Erwerb eines vor dem 1. Oktober 1999 vom Deutschen Segler-Verband e. V. ausgestellten BR-Scheins.

Der DSV stellt jährlich etwa 500 Sportseeschifferscheine in ganz Deutschland aus.

### Prüfung
Die Prüfung besteht aus einem theoretischen und einem praktischen Prüfungsteil. Die gesamte Prüfung muss innerhalb von 36 Monaten, die theoretische Prüfung innerhalb von 24 Monaten absolviert werden, andernfalls verfallen bereits bestandene Prüfungsteile. Eine nicht bestandene Teilprüfung kann frühestens nach zwei Monaten wiederholt werden.
- Theoretische Prüfung
  - Schifffahrtsrecht inkl. Radarplotten (60 Minuten)
  - Seemannschaft (45 Minuten)
  - Navigation (alles außer astronomischer Navigation) (120 Minuten)
  - Wetterkunde (45 Minuten)

Die Prüfung im Fach Navigation ist als Kartenaufgabe aufgebaut. In dieser Aufgabe müssen u. a. Gezeiten nach den Admiralty Tide Tables vorausberechnet und Fragen zur elektronischen Navigation beantwortet werden.
Das theoretische Wissen wird, für jedes Fach einzeln, mit einem freitextlich zu beantwortenden Fragebogen geprüft. Für den Fall, dass der Bewerber nur zwischen 55 und 65 Prozent der Fragen richtig beantwortet, muss er in den betroffenen Fächern je eine mündliche Zusatzprüfung ablegen. Die Prüfungsfragen werden nicht veröffentlicht.
Da die Prüfungen sehr umfangreich und die Vorbereitung entsprechend zeitaufwändig sind, können die Prüfungen in den vier Fächern an bis zu vier Terminen abgelegt werden. Der Prüfungsstoff des SSS ist nochmals deutlich umfangreicher als der des SKS.
- Praktische Prüfung

Der praktische Teil der Prüfung wird auf einer seegängigen Yacht durchgeführt und ist deutlich umfangreicher als beim SKS. Die Prüfung umfasst neben dem Umgang mit dem Schiff unter anderem auch Radar-Kenntnisse, Seemannschaft, Besatzungsführung und Yachttechnik. Auch der SSS kann alternativ in einer Variante nur unter Motor erworben werden.

## Zusatzeintrag Traditionsschiffer
Der Sportseeschifferschein befähigt zum Führen von Traditionsschiffen bis 15 Meter Rumpflänge und mehr als 25 Personen an Bord oder mit 15 bis 25 Meter Rumpflänge.
Im SSS kann der Zusatzeintrag Befähigung zum Führen von Traditionsschiffen oder Befähigung zum Maschinisten von Traditionsschiffen vermerkt sein (sogenannter Traditionsschifferschein). Mit diesem Zusatzeintrag ist der SSS gültig für Traditionsschiffe mit einer Länge über 25 und unter 55 Metern. Die Besatzung darf dann 25 Personen übersteigen.

## Vergleichbare Scheine anderer Länder
- Österreich: Befähigungsnachweis Fahrtbereich 2 bis zu 20 Seemeilen bzw. (in den o. g. europäischen Meeren) Fahrtbereich 3 (bis 200 Seemeilen)
- Schweiz: Fähigkeitsausweis zum Führen von Jachten auf See (Hochseeausweis), der aber vom Gültigkeitsbereich dem Sporthochseeschifferschein entspricht[5]
- Vereinigtes Königreich: Yachtmaster Coastal bis 20 Seemeilen zum nächsten Hafen[6] oder Yachtmaster Offshore bis 150 Seemeilen zum nächsten Hafen.[7]

## Internationales Zertifikat
Alle Sportschifferscheine beinhalten das Internationale Zertifikat gemäß der Resolution Nr. 40 der Wirtschaftskommission der Vereinten Nationen (International Certificate of Competence). Führer von Sportbooten können mit Hilfe dieses Nachweises ihre Qualifikation im Ausland belegen. Die Führerscheine wurden hierzu um eine dritte Innenseite erweitert.

## Vorgänger
Amtlicher Vorgänger des Sportseeschifferscheins war das Sportseeschifferzeugnis. Es war bis 1994 das vorgeschriebene Befähigungszeugnis für die gewerbliche Sportschifffahrt. Das Sportseeschifferzeugnis kann nach Absolvierung der praktischen Prüfung in den Sportseeschifferschein umgeschrieben werden. Der BK-Schein ähnelte inhaltlich dem Sportseeschifferschein. BK-Scheine, die vor dem 1. Januar 1994 ausgestellt wurden, können in den Sportseeschifferschein umgeschrieben werden.